# Адад
А́дад (А́дду) (аккад. dAdad; идеографика: dIM, d10, dNI2, 𒀭𒅎 D IM) — бог непогоды в аккадской мифологии, податель бури, ветра, молний, грома и дождя, воплощение разрушительных и созидательных сил природы. В текстах на аккадском языке этим именем также обозначали Ишкура, образ которого со временем слился с образом Адада. Известен со староаккадского периода. 

## Имя и отождествление
Имя бога имеет семитские корни: оно восходит к корню *hdd; само слово addu в переводе с аккадского означает «гроза». От корня *hdd произошло имя бога грозы и в западносемитской мифологии: Хадад, Хадду, Хадда (см. Хадад).
На аккадском языке Адад также известен как Рамману («Громовержец»). Многие ученые раньше считали Рамману самостоятельным аккадским богом, но позже его отождествили с Хададом.
Хотя Адад и возник в северной Месопотамии, его идентифицировали по той же шумерограмме dIM, которая обозначала Ишкура на юге. Последний упоминается в списке богов, найденном в Шуруппаке, но его значение было гораздо меньше, возможно из-за меньшего количества дождей и бурь в Шумере; к тому же, боги Энлиль и Нинурта также обладали чертами бога грома, что тоже умаляло роль Ишкура, иногда выступающего в качестве помощника или спутника этих божеств.
Его культ широко распространился в Месопотамии после Старовавилонского царства. Текст, датируемый периодом правления Ур-Нинурты, характеризует две стороны Адада/Ишкура как грозную в своей бурной ярости и благожелательную в даровании жизни. В последующих гимнах, заклинаниях и вотивных надписях Адад/Ишкур так и предстаёт в двух ипостасях. С одной стороны, он приносит дождь в положенное время, чтобы оплодотворить землю; с другой – посылает бури, сеющие опустошение и разрушение. По словам Альберто Грина, описания Адада, начиная с касситского периода и особенно в регионе Мари, подчёркивают его разрушительную и воинствующую сторону в отличие от более мирного и пасторального характера Ишкура. 
Адада отождествляли с анатолийским богом бури Тешубом, которого митаннийцы обозначали всё той же шумерограммой.

## Характеристики
Адад покровительствовал животноводству, охоте, земледелию, военным походам. Распределяя судьбы, Энки назначил Ишкура смотрителем космоса. В иконографии связан с образом быка как символа неукротимости и плодородия.
Один из эпитетов Адада — «господин плотины небес, дарующий плодородие и насылающий засуху». Изображался с быком как символом плодородия и неукротимости одновременно. Эмблемой Адада был двузубец или трезубец молнии, что характерно для богов, связанных с водной стихией и плодородием. 
В других текстах Адад/Ишкур иногда упоминается как сын бога луны Нанны/Сина от Нингаль и брат Уту/Шамаша и Инанны/Иштар. Подчас его также называют сыном Энлиля.  
Супругой Адада/Ишкура (как в ранних шумерских, так и в гораздо более поздних ассирийских текстах) была богиня зерна Шала, которую иногда также ассоциируют с богом Дагану. Бог огня Гибил (по-аккадски Гирра) часто считался сыном Ишкура/Адада и Шалы. 
Основные места почитания Адада — Энеги, возле города Ура, город Мурум и Вавилон. Вавилонским центром культа Адада/Ишкура была Каркара на юге. В городе Ашшур Адад имел общий храм с Ану в период Среднеассирийского царства, со времени правления Тиглатпаласара I (1115-1077 до н. э.). Слово Адад и различные его альтернативные формы часто встречаются в именах ассирийских царей.
На памятниках и цилиндрических печатях его изображают (бывает, что в рогатом шлеме) с молнией и громом (иногда в форме копья).
Шамаш и Адад стали богами оракулов и прорицаний, к которым обращались в церемониях для определения божественной воли: посредством осмотра печени жертвенного животного, по движению пузырьков масла в чаше с водой или по движению небесных тел. 